# Salar Aguas Calientes II
El salar Aguas Calientes II es un salar ubicado en el sector central del altiplano de la Región de Antofagasta. Su afluente superficial más importante es el río Pili, que desagua en unas vegas al norte del salar, tal como la quebrada de Chamaca. Es un salar de tipo playa con varias lagunas de extensión variable, siendo la principal la de Aguas Calientes en el sur.: II-145 
Sus características morfométricas y climatológicas más relevantes son:: II-145 
- altura: 4200 m
- superficie de la cuenca: 1168 km²
- superficie del salar: 134 km²
- superficie de las lagunas 9 km²
- precipitaciones: 150 mm/año
- evaporación potencial: 1500 mm/año
- temperatura: 1 °C

## Nombres

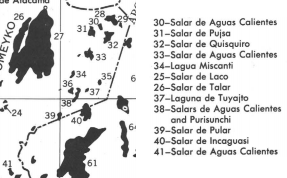
Ubicación y lista numerada de salares en América del Sur publicada en 1974 por Stoertz y Ericksen.

El nombre Aguas Calientes es un topónimo muy común en el altiplano chileno y existe una confusión en la denominación de los salares. Hans Niemeyer utiliza por eso la latitud sur de los accidentes geográficos en el nombre.: 197 
La siguiente tabla muestra la latitud sur de cada salar y los nombres asignados por diferentes autores.
| Latitud Sur | por Niemeyer                | por Alonso, Risacher y Salazar | por Salas y Ericksen (1987) | Stoerz y Ericksen (1974)      | Wikipedia castellana      | Luis Risopatrón 1924    |
| ----------- | --------------------------- | ------------------------------ | --------------------------- | ----------------------------- | ------------------------- | ----------------------- |
| 23°10'      | Aguas Calientes 23°10': 197 | Aguas Calientes 1: II-99       | Aguas Calientes 1 (n°17): 2 | Aguas Calientes (n°30): Fig.1 | Salar Aguas Calientes I   | -                       |
| 23°30'      | Aguas Calientes 23°30': 199 | Aguas Calientes 2: II-145      | Aguas Calientes 2 (n°20): 2 | Aguas Calientes (n°33): Fig.1 | Salar Aguas Calientes II  | Aguas Calientes 23° 30’ |
| ~24°        | -                           | Aguas Calientes 3: II-207      | -                           | Aguas Calientes (n°38): Fig.1 | Salar Aguas Calientes III | Aguas Calientes 23° 55’ |
| ~25°        | Aguas Calientes 25°: 209    | Aguas Calientes 4: II-263      | Aguas Calientes 3 (n°32): 2 | Aguas Calientes (n°41): Fig.1 | Salar Aguas Calientes IV  | Aguas Calientes 25° 00’ |

Como puede verse, "salar Aguas Calientes 3" se utiliza para designar a dos salares diferentes. Alonso, Risacher y Salazar nombran así un salar cercano al paralelo 24° y advierten que el Instituto Geográfico Militar (Chile) y el Servicio Nacional de Geología y Minería de Chile lo consideran parte del salar de Talar. Salas & Ericksen nombran así, en 1987, el salar ubicado cerca del paralelo 25°S. Stoertz & Ericksen dieron a los 4 Salares el nombre "Aguas Calientes", sin numerarlos. Hans Niemeyer advierte también que el salar de Purisunchi de latitud ~24°S (y diferente del salar de Talar: 206 ), también es llamado salar Aguas Calientes.: 207 

## Historia
Luis Risopatrón enlista tres "salar de Aguas Calientes" en su Diccionario Jeográfico de Chile de 1924. El salar de Aguas Calientes II, correspondiente a la latitud 23°30', lo describe como:: 10 
Aguas Calientes (Salar de) 23° 30’ 67° 33’. Estenso, se encuentra a unos 4 220 m de altitud, hácia el SE de los cerros de este nombre i de El Rio Negro 134; i 156; de Cerro Negro en 98, II, p. 541; de Rio Negro en la p. 542; del Rio Negro en 99, p. 33